# Protésilas

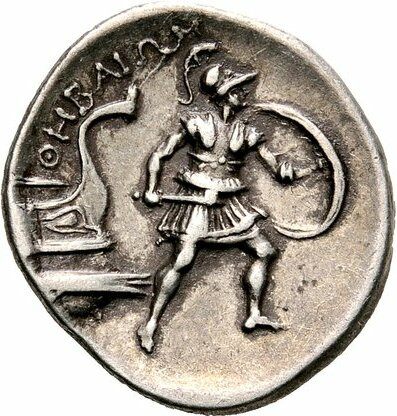
Revers d'une pièce thébaine en argent de -302 à -286 représentant Protésilas.

Dans la mythologie grecque, Protésilas (en grec ancien Πρωτεσίλαος / Protesílaos), fils d'Iphiclos et de Diomedia, prince de Thessalie, venait d'épouser Laodamie, fille d'Acaste, successeur de Pélias, de la famille de Jason, quand éclata la guerre de Troie.

## Mythe
Il quitta sa jeune épouse dès le lendemain de ses noces, son palais inachevé pour prendre part à cette expédition. Bien qu'un oracle eût promis la mort au premier guerrier grec qui descendrait sur le rivage ennemi, il se dévoua pour le salut de l'armée. Personne n'osant descendre à terre, il s'élança hors de son navire, et fut tué par Hector. Laodamie demeura inconsolable. Pour tromper sa douleur, elle fit faire une statue qui lui rappelait son époux. Acaste, son père, voulant lui ôter ce triste spectacle, jeta la statue au feu. Laodamie, s'étant approchée des flammes, s'y jeta et périt. À leur retour de Troie, les Grecs, pour glorifier le dévouement de Protésilas, instituèrent les Protésilées, fêtes ou jeux qui se célébraient à Phylacé, lieu de la naissance de ce héros.
Le géographe romain Pomponius Mela déclare que ses cendres se trouvent déposées dans un temple dressé en l'honneur du héros dans la Chersonèse de Thrace. Il s'agit de la presqu'île en face de la Troade et de Troie, actuelle Péninsule de Gallipoli en Turquie. Le temple se trouve en face de la ville d'Abydos en Troade dans la partie la plus étroite du détroit des Dardanelles. À proximité se trouve le Cynocème, ou « tombeau de la chienne », la sépulture d'Hécube, la reine de Troie. Le géographe Strabon dit que depuis le cap Sigée, on pouvait voir dans le Chersonnèse, le Protésilaon, le temple dédié au héros. Le mythographe Conon semble suggérer que Protésilas ait survécu à la guerre de Troie : de retour de Troie, une tempête le conduit à se protéger dans la Chersonèse Cassandra, à Pallène, en Macédoine, entre les villes classiques de Mendè et Scione. Là, ses captives troyennes mettent le feu aux navires sous l'impulsion d'Aéthylla, fille de Laomédon surnommée depuis avec quelques-unes de ses sœurs, auxquelles elle est souvent associée dans la version plus commune, les Nauprestides. Réduits par la nécessité à se fixer, Troyens et Grecs ne firent plus qu'un et bâtissent la ville de Scione.

## Sources
- Homère, Iliade [détail des éditions] [lire en ligne] (II, 695-710).
- Pseudo-Apollodore, Épitome [détail des éditions] [lire en ligne] (III, 30).
- Hygin, Fables [détail des éditions] [(la) lire en ligne] (CIII).
- (en) Chants cypriens [détail des éditions] [lire en ligne].
- Ovide, Héroïdes [détail des éditions] [lire en ligne] (épître 13, Laodamie à Protésilas)
- Pierre Commelin, Mythologie grecque et romaine [détail des éditions] [lire en ligne].